# Дзвелі Сакрамуло
Дзвелі Сакрамуло (груз. ძველი საკრამულო) — село в Грузії.
За даними перепису населення 2014 року в селі проживає 32 особи.